# Kanton Saint-André-3
Saint-André-3 is een kanton van het Franse overzees departement Réunion. Het kanton maakt deel uit van het arrondissement Saint-Benoît.
Het kanton omvatte tot 2014 uitsluitend een deel van de gemeente Saint-André.
Bij de herindeling van de kantons ingevolge het decreet van 24 februari 2014 , met uitwerking op 22 maart 2015, werd de indeling van de kantons binnen Saint-André gewijzigd en werden de gemeenten :
- Bras-Panon en
- Salazie

aan het kanton toegevoegd.